# Швидкісна дорога S11 (Польща)
Швидкісна дорога S11 — польська швидкісна дорога Колобжег — Пижовиці / Пекари Шльонські із запланованою загальною довжиною приблизно 550 км. Здебільшого йде по теперішній DK 11 через такі воєводства: Західнопоморське, Великопольське, Лодзінське, Опольське та Силезське.
Зрештою, S11 має з’єднати курорти центрального балтійського узбережжя через Кошалін, Пілу, Познань, Острув-Велькопольський, Люблінець, Битом і Верхньосілезький промисловий район. Початок будівництва ділянок траси цього маршруту запланований на 2023 рік, а весь маршрут має бути готовий у 2028 році.
На ділянці Колобжег — Кошалін має спільний курс зі швидкісною дорогою S6 та європейською трасою E28. Плани уряду передбачали реалізацію дороги з подвійним рухом.